# 蒂倫湖
53°16′50″N 12°41′50″E / 53.28056°N 12.69722°E

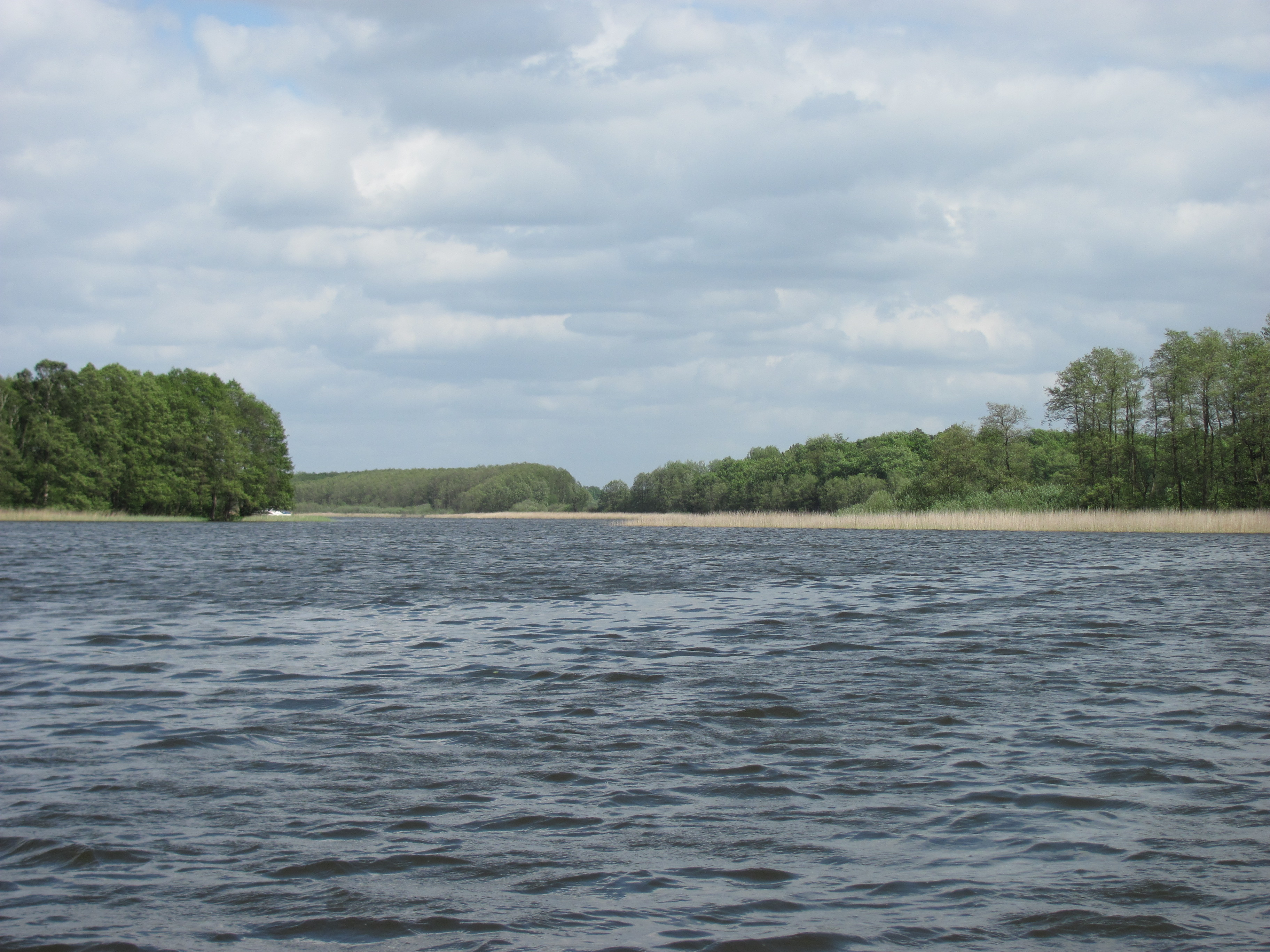

蒂倫湖（德語：Thüren），是德國的湖泊，位於該國東北部梅克倫堡-前波美拉尼亞州，由梅克倫堡湖區郡負責管轄，長2.6公里、寬0.4公里，面積1.72平方公里，海拔高度62米，最大水深7米。